# Vignoux-sous-les-Aix
Vignoux-sous-les-Aix est une commune française située dans le département du Cher, en région Centre-Val de Loire.
Ses habitants sont appelés les Vignogilois.

## Géographie

### Climat
Pour des articles plus généraux, voir Climat du Centre-Val de Loire et Climat du Cher.
En 2010, le climat de la commune est de type climat océanique dégradé des plaines du Centre et du Nord, selon une étude du CNRS s'appuyant sur une série de données couvrant la période 1971-2000. En 2020, Météo-France publie une typologie des climats de la France métropolitaine dans laquelle la commune est exposée à un climat océanique altéré et est dans la région climatique  Centre et contreforts nord du Massif Central, caractérisée par un air sec en été et un bon ensoleillement. 
Pour la période 1971-2000, la température annuelle moyenne est de 11,3 °C, avec une amplitude thermique annuelle de 15,7 °C. Le cumul annuel moyen de précipitations est de 790 mm, avec 11,6 jours de précipitations en janvier et 7,3 jours en juillet. Pour la période 1991-2020, la température moyenne annuelle observée sur la station météorologique la plus proche, située sur la commune de Bourges à 12 km à vol d'oiseau, est de 12,1 °C et le cumul annuel moyen de précipitations est de 742,7 mm,. Pour l'avenir, les paramètres climatiques de la commune estimés pour 2050 selon différents scénarios d'émission de gaz à effet de serre sont consultables sur un site dédié publié par Météo-France en novembre 2022.

## Urbanisme

### Typologie
Au 1er janvier 2024, Vignoux-sous-les-Aix est catégorisée commune rurale à habitat dispersé, selon la nouvelle grille communale de densité à 7 niveaux définie par l'Insee en 2022.
Elle est située hors unité urbaine. Par ailleurs la commune fait partie de l'aire d'attraction de Bourges, dont elle est une commune de la couronne,. Cette aire, qui regroupe 111 communes, est catégorisée dans les aires de 50 000 à moins de 200 000 habitants,.

### Occupation des sols
L'occupation des sols de la commune, telle qu'elle ressort de la base de données européenne d’occupation biophysique des sols Corine Land Cover (CLC), est marquée par l'importance des territoires agricoles (89,1 % en 2018), une proportion sensiblement équivalente à celle de 1990 (89,8 %). La répartition détaillée en 2018 est la suivante : 
terres arables (76,6 %), prairies (7,7 %), forêts (6,8 %), cultures permanentes (4,8 %), zones urbanisées (4,1 %).
L'évolution de l’occupation des sols de la commune et de ses infrastructures peut être observée sur les différentes représentations cartographiques du territoire : la carte de Cassini (XVIIIe siècle), la carte d'état-major (1820-1866) et les cartes ou photos aériennes de l'IGN pour la période actuelle (1950 à aujourd'hui).

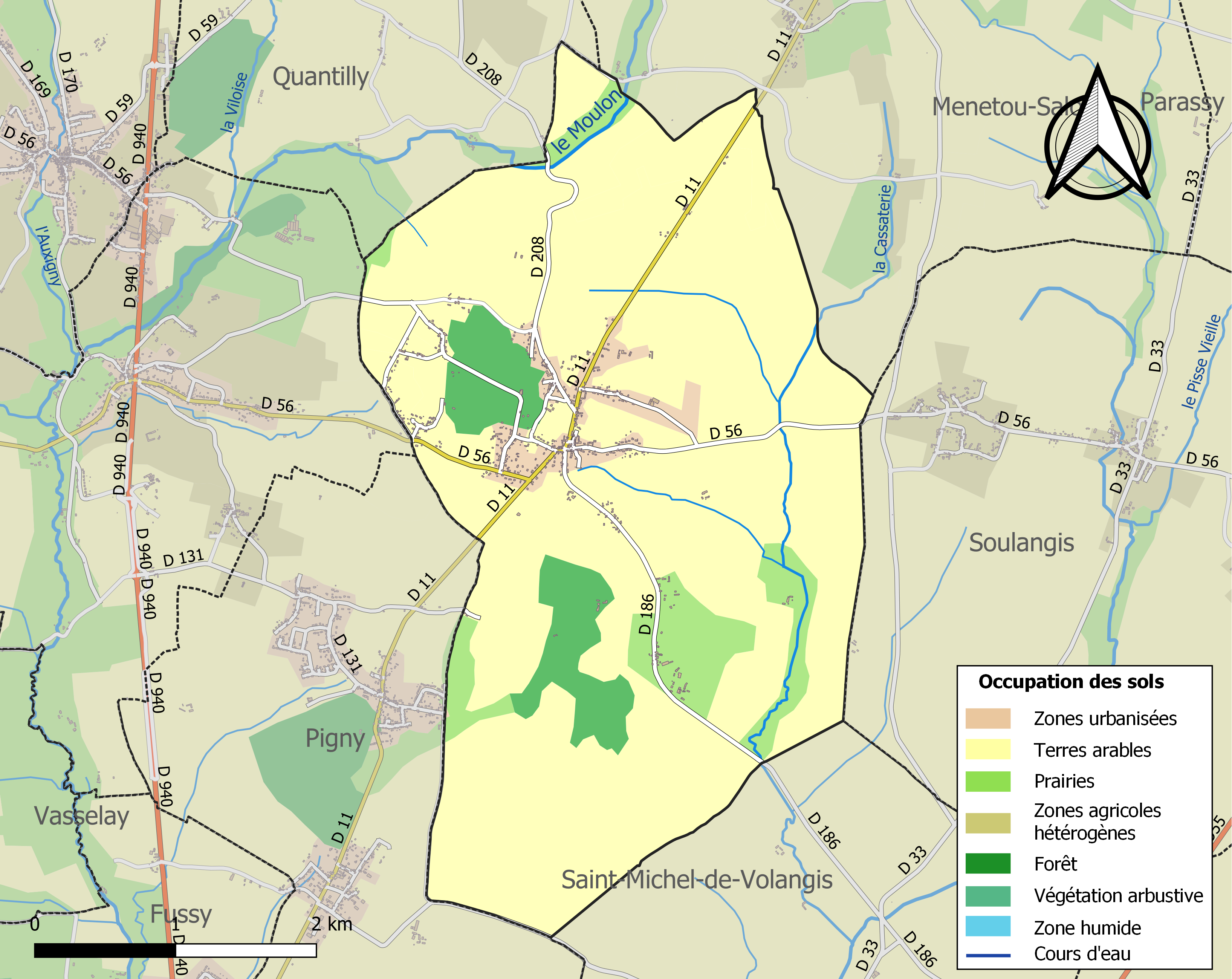
Carte des infrastructures et de l'occupation des sols de la commune en 2018 (CLC).

### Risques majeurs
Le territoire de la commune de Vignoux-sous-les-Aix est vulnérable à différents aléas naturels : météorologiques (tempête, orage, neige, grand froid, canicule ou sécheresse), mouvements de terrains et séisme (sismicité faible). Un site publié par le BRGM permet d'évaluer simplement et rapidement les risques d'un bien localisé soit par son adresse soit par le numéro de sa parcelle.

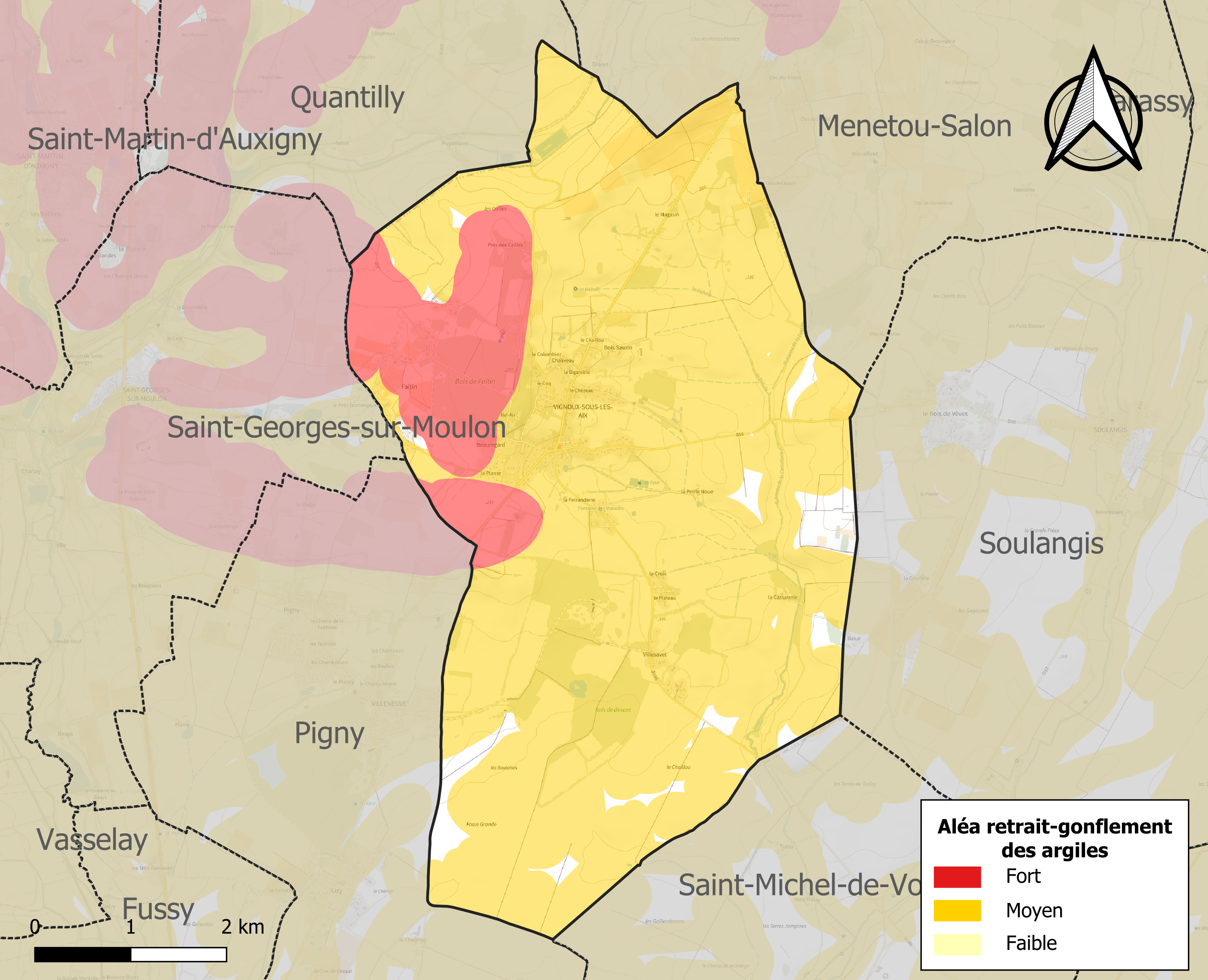
Carte des zones d'aléa retrait-gonflement des sols argileux de Vignoux-sous-les-Aix.

La commune est vulnérable au risque de mouvements de terrains constitué principalement du retrait-gonflement des sols argileux. Cet aléa est susceptible d'engendrer des dommages importants aux bâtiments en cas d’alternance de périodes de sécheresse et de pluie. 96 % de la superficie communale est en aléa moyen ou fort (90 % au niveau départemental et 48,5 % au niveau national). Sur les 339 bâtiments dénombrés sur la commune en 2019, 335 sont en aléa moyen ou fort, soit 99 %, à comparer aux 83 % au niveau départemental et 54 % au niveau national. Une cartographie de l'exposition du territoire national au retrait gonflement des sols argileux est disponible sur le site du BRGM,.
Concernant les mouvements de terrains, la commune a été reconnue en état de catastrophe naturelle au titre des dommages causés par la sécheresse en 2011, 2018 et 2019 et par des mouvements de terrain en 1999.

## Toponymie
Du latin vinea (« vignoble ») avec le gaulois ialo (« clairière, défrichement, champ »).

## Politique et administration
| Période                                  | Période      | Identité              | Étiquette | Qualité                                                         |
| ---------------------------------------- | ------------ | --------------------- | --------- | --------------------------------------------------------------- |
| Les données manquantes sont à compléter. |              |                       |           |                                                                 |
|                                          | janvier 1835 | Jean Join             |           |                                                                 |
| février 1835                             | 1848         | Jean Dadu             |           |                                                                 |
| 1848                                     | octobre 1859 | François Prévost      |           |                                                                 |
| octobre 1859                             | janvier 1881 | Jean Dadu dit Grelet  |           |                                                                 |
| 1881                                     |              | Pierre Mittairrand    |           |                                                                 |
| 1886                                     | 1892         | Jean Baptiste Milhiet |           |                                                                 |
| 1893                                     | 1897         | Louis Mallet          |           |                                                                 |
| 1897                                     |              | Alexis Léger          |           |                                                                 |
| mars 2001                                | mars 2008    | Bernard Léger         |           |                                                                 |
| mars 2008                                | mars 2011    | Pierre Gaurin         | DVG       |                                                                 |
| avril 2011                               | juillet 2020 | René Thomas           |           | Retraité des artisans, commerçants et chefs d'entreprise        |
| juillet 2020                             | En cours     | Thierry Cosson,       |           | Profession intermédiaire administrative de la fonction publique |

## Démographie
L'évolution du nombre d'habitants est connue à travers les recensements de la population effectués dans la commune depuis 1793. Pour les communes de moins de 10 000 habitants, une enquête de recensement portant sur toute la population est réalisée tous les cinq ans, les populations de référence des années intermédiaires étant quant à elles estimées par interpolation ou extrapolation. Pour la commune, le premier recensement exhaustif entrant dans le cadre du nouveau dispositif a été réalisé en 2008.

En 2022, la commune comptait 707 habitants, en évolution de −0,7 % par rapport à 2016 (Cher : −2,48 %, France hors Mayotte : +2,11 %).
| 1793 | 1800 | 1806 | 1821 | 1831 | 1836 | 1841 | 1846 | 1851 |
| ---- | ---- | ---- | ---- | ---- | ---- | ---- | ---- | ---- |
| 462  | 274  | 256  | 321  | 517  | 503  | 535  | 563  | 494  |

| 1856 | 1861 | 1866 | 1872 | 1876 | 1881 | 1886 | 1891 | 1896 |
| ---- | ---- | ---- | ---- | ---- | ---- | ---- | ---- | ---- |
| 484  | 521  | 531  | 508  | 543  | 520  | 529  | 493  | 492  |

| 1901 | 1906 | 1911 | 1921 | 1926 | 1931 | 1936 | 1946 | 1954 |
| ---- | ---- | ---- | ---- | ---- | ---- | ---- | ---- | ---- |
| 474  | 472  | 458  | 409  | 395  | 351  | 323  | 305  | 288  |

| 1962 | 1968 | 1975 | 1982 | 1990 | 1999 | 2006 | 2008 | 2013 |
| ---- | ---- | ---- | ---- | ---- | ---- | ---- | ---- | ---- |
| 332  | 255  | 286  | 418  | 624  | 657  | 700  | 713  | 709  |

| 2018 | 2022 | - | - | - | - | - | - | - |
| ---- | ---- | - | - | - | - | - | - | - |
| 725  | 707  | - | - | - | - | - | - | - |

## Culture locale et patrimoine

### Monuments
- Église Saint-Loup. XIIe s. XVIe s. 1733., en forme de fausse croix latine. De l’église du XIIe s., il subsiste le chevet à 3 pans ; tout le reste fut ou rebâti ou fortement restauré au XVIe s. et en 1723[22]. La petite cloche a été baptisée le 20 octobre 1710. La grosse cloche a été baptisée le 31 août 1718.

### Personnalités liées à la commune
- Sylvain Mitterand (né vers 1586), plus lointain ancêtre agnatique de François Mitterrand, vivait à Vignoux-sous-les-Aix au XVIIe siècle. Toutefois cette affirmation semble, après dépouillement intégral des registres d'état-civil de Vignoux-sous-les-Aix, être une affirmation très approximative basée sur des actes de mariages non filiatifs. La quantité de Mitterrand vivant à Vignoux et sur les paroisses avoisinantes aux XVIe et XVIIe siècles ne permet pas, à ce jour, d'établir un lien formel entre les ancêtres de François Mitterrand (Mathurin Mitterrand × Marie Rouzeau rencontrés à Bourges) et les Mitterrand de Vignoux